# デンリュウサイタマ
デンリュウサイタマは、かつて存在した、埼玉県情報に特化した地方ポータルサイトである。

## 概要
2007年12月にアサヒコミュニケーションズがサービス提供を開始。「地域密着型」を謳い、埼玉県に関するイベント情報などを会員登録したメンバーが書き込む、ユーザー参加型のサイト構成になっている。
2016年3月20日に、株式会社カラビナがサービスを運営を引き継ぎ、バージョン2.0として大幅リニューアルが行われた。
2023年よりサイトにアクセスできなくなっている。